# Naoto Matsuo
Naoto Matsuo (松尾 直人, Matsuo Naoto) est un footballeur japonais né le 10 septembre 1979.